# نيد ويلر
نيد ويلر (بالإنجليزية: Ned Wheeler)‏ هو لاعب قذف أيرلندي، ولد في 1932 في Rathdowney ‏ في جمهورية أيرلندا، وتوفي في 7 يونيو 2019.